# Ingegneria della sicurezza
Con il termine ingegneria della sicurezza si intende tutta una serie di metodologie multidisciplinari (impiantistiche, strutturali, chimiche, biologiche, mediche, ecc.) per assicurare la sicurezza delle persone durante la loro vita quotidiana (lavoratore, cittadino, utilizzatore di attrezzature, ecc.).

## Settori di studio
L'ingegneria della sicurezza è a sua volta suddivisa in 
- ingegneria della sicurezza dei lavoratori da intendersi tanto nella mansione svolta quanto nella protezione da eventi incidentali non direttamente correlati con la mansione svolta;
- ingegneria della sicurezza dei prodotti da intendersi nella realizzazione di prodotti sicuri per l'utilizzatore finale;
- ingegneria della sicurezza della popolazione da intendersi come la protezione da eventi catastrofici dovuti alle attività umane.
- ingegneria della sicurezza dei sistemi complessi da intendersi come l'approccio alla progettazione risk based mirato a garantire la protezione da eventi catastrofici naturali o indotti dalle attività umane.

## La sicurezza in altri ambiti di studio
L'ambito più generale della sicurezza è stato inizialmente attribuito a una disciplina denominata scienza della sicurezza. I primi corsi si 
sono organizzati ad Architettura negli anni novanta e hanno portato al D.lgs. 626/94.
Esistono invece dei corsi uno di laurea di primo livello e uno di laurea specialistica della facoltà di medicina e chirurgia, il primo in Tecniche della Prevenzione negli Ambienti e nei Luoghi di Lavoro e il secondo  in Scienze delle Professioni Sanitarie della Prevenzione, che formano professionisti tecnici e manager della sicurezza, non ingegneri in ambito sanitario, destinati alla direzione tecnica dei servizi di prevenzione e protezione nelle aziende ospedaliere e dei servizi territoriali Servizio Prevenzione e Sicurezza degli Ambienti di Lavoro (SPRESAL), Servizio Igiene e Sanità Pubblica (SISP), e Servizio Igiene Alimenti e Nutrizione (SIAN).
Nell'ambito dell'Ingegneria della sicurezza  sono stati attivati diversi master di secondo livello, antecedenti all'introduzione della classe di laurea magistrale, che trattano il rischio, l'affidabilità, ingegneria della qualità. Una figura molto importante è il RAMS Engineer (RAMS) (Affidabilità, Disponibilità, Manutenzione e Sicurezza: Metodi di Analisi e di Gestione).
A partire dal 2004, con il DM 270, è stata istituita la classe di laurea LM 26 - Ingegneria della sicurezza, riconoscendo il carattere di autonomia della disciplina per la visione multidisciplinare e l'approccio sistemico alla sicurezza che la caratterizzano rispetto agli altri settori dell'ingegneria.

## Normativa sulla sicurezza del lavoratore in Italia
La più recente norma italiana in materia di sicurezza sul lavoro è il Decreto Legislativo 81/2008, detta anche Testo Unico sulla Sicurezza del Lavoro, infatti, ha abrogato, integrato e sostituito alcune delle precedenti norme, tra cui D. P. R. 547/55 (sicurezza sul lavoro), il D. P. R. 164/56 (cantieri edili), il D. P. R. 303/56 (igiene del lavoro), il D.Lgs. 277/91 (agenti chimici, fisici e biologici), il D.Lgs. 626/94 (organizzazione della sicurezza), il D.Lgs. 493/96 (segnaletica di sicurezza), il D.Lgs. 494/1996 (cantieri edili).

## Concetti fondamentali
Alla base di questa branca dell'ingegneria ci sono i concetti fondamentali di:
- infortunio
- malattia professionale
- pericolo
- rischio.

In questo campo il rischio è definito come:
{\displaystyle R_{i}=L_{i}p(L_{i})}
{\displaystyle R_{total}=\sum _{i}L_{i}p(L_{i})}
dove {\displaystyle R} è il rischio, {\displaystyle L} la grandezza della potenziale perdita e {\displaystyle p} la probabilità che la perdita effettivamente debba essere sostenuta.